# Friedhof I der Georgen-Parochialgemeinde
Der Friedhof I der Georgen-Parochialgemeinde, vormals Georgenfriedhof genannt, ist mit Einweihung in 1814 der älteste erhalten gebliebene der Friedhöfe der Berliner Evangelischen Georgen-Parochialgemeinde. Die Anlage unter Trägerschaft der Evangelischen Friedhofsverbands Berlin Stadtmitte ist ein aktiver Begräbnisplatz und steht unter Denkmalschutz als Garten- und Kulturdenkmal. Er befindet sich im Ortsteil Prenzlauer Berg, Greifswalder Straße 229/234 (historische Adresse Königsthor 16) und grenzt an den 1857 eröffneten Neuen Friedhof St. Marien-St. Nikolai, zu dem ein Durchgang möglich ist.

## Geschichte
Am 30. April 1814 erwarb die St. Georgen-Gemeinde von der Witwe des Königlichen Hauptmanns von Winterfeldt deren „Weinbergsstück“ links vor dem damaligen Königstor für den Preis von 1000 Thalern Friedrichs d’or, um dort einen neuen Kirchhof anzulegen. Er ersetzte den 1693 an der Langen Scheunengasse, der späteren Kleinen Alexanderstraße angelegten Georgenkirchhof, der aufgehoben worden war, nachdem seitens des Magistrats verfügt worden war, dass „in bewohnten Gegenden keine Leichen beerdigt werden sollen“.
Bereits am 29. Mai desselben Jahres wurde der Zuckersieder-Meister Johann Christian Düring dort beigesetzt. Der Kirchhof erhielt zu dieser Zeit im Volksmund die Bezeichnungen „Weinbergskirchhof“ oder „Düring’scher Begräbnisplatz“. Das schlichte Eisen-Denkmal, das darauf hinwies, dass er als Erster diesem Ort in der Hoffnung auf Ewiges Leben anvertraut wurde, ist bedauerlicherweise nicht mehr erhalten.
Der Liederdichter und Schriftsteller Emanuel Christian Gottlob Langbecker (31. August 1792–24. Oktober 1843) beschrieb die Atmosphäre des Ortes 1827 in der Publikation Geschichte der St. Georgen-Kirche in Berlin mit folgenden Worten:

„Auf ihm schlummern sanft die irdischen Ueberreste vieler theurer Personen, deren stille Grabeshügel, im Strahle der Frühlingssonne, umschattet vom Dunkel grüner Zweige, sich mit Blumen schmücken, um dem Pilger durchs Erdenthal im lieblichen Bilde den lichten Blumenkranz des ewigen Lebens vor die Heimweh fühlende Seele zu führen.“

Während auf dem Koppeschen Friedhof die Armen der Gemeinde kostenfrei beigesetzt wurden, war der Georgen-Kirchhof für die wohlhabenderen Bürger, Gewerbetreibende und Kaufleute attraktiv, die die Bestattungsgebühren aufbringen konnten. Viele dieser Honoratioren der Berliner Stadtgesellschaft sicherten sich schon zu Lebzeiten ein Erbbegräbnis und ließen Mausoleen, Gruften, Wandgräber oder andere architektonische Denkmäler für ihre Familien errichten.
Die Anlage des Friedhofs ist durch unregelmäßige Grabfelder mit Haupt- und Queralleen strukturiert. Die Beisetzungen erfolgen, bis auf die Erbbegräbnisse, die sich an prominenten Stellen der Anlage befinden, im Reihengrab. Historische Elemente, wie die ursprüngliche Friedhofsmauer mit den ersten Erb- und Pastorenbegräbnissen aus der Zeit ab 1815, sind bis heute erhalten geblieben.
Wegen der hohen Belegungsrate waren frühzeitig Erweiterungen der Fläche notwendig. Im Jahr 1827 wurde ein auf der Westseite angrenzendes Ackerstück in der Größe von 99 Ruten für 190 Thaler in „klingenden brandenburgischen Silbercourant“ von den St. Nikolai-/St. Marien-Kirchen angekauft. Allein im September 1837 verstarben 432 Mitglieder der Gemeinde. Epidemien wie Cholera, Krankheiten wie Tuberkulose sowie hohe Kinder- und Müttersterblichkeit führten zu einem enormen Bedarf an Begräbnisplätzen. Da die Feuerbestattung in Berlin erst ab 1911 erlaubt war, erfolgten Bestattungen im Sarg, was zu einer drastischen Flächenknappheit führte. Verstorbene wurden in Zinksärgen beigesetzt, um den Körper für die Wiederauferstehung zu konservieren. Diese Bestattungsform trug zur Platznot bei, und viele Särge sind noch heute in den Gräbern erhalten. Im Juli 1840 kaufte die Kirchengemeinde einen Teil des angrenzenden Grundstücks der „Koeppe’schen“ Erben, Fuhrmann Johann Friedrich Köppen und seinen Söhnen, an der heutigen Heinrich-Roller-Straße in der Größe von drei Morgen und 32 Quadratruten für 2000 Silbercourant hinzu. Im Jahr 1848 konnte dann der neue Friedhof an der Landsberger Allee / Friedenstraße eröffnet werden, um mehr Fläche für die Beisetzungen zu schaffen.
Am 11. Dezember 1861 wurde an der Greifswalder Straße die Friedhofskapelle, ein spätklassizistischer Klinkerverblendbau von Christian Ludwig Couard, dem Zweiten Prediger der St. Georgen-Kirche, eingeweiht. Die Kapelle bestand aus einer kleinen Feierhalle mit zwei Fensterachsen und einem nördlich anschließenden apsisartigen Anbau. Im Kellergeschoss befand sich ein Leichenhaus, das zu dieser Zeit elfte in Berlin. Die Finanzierung des Baus erfolgte aus Mitteln des Leichenhaus-Baufonds des Berliner Magistrats. Diese Kapelle wurde im Jahr 1890 unter der Leitung der Gebrüder Gustav und Carl Gause erweitert, um den weiter wachsenden Anforderungen gerecht zu werden. Der Nordgiebel erhielt einen kleinen Anbau mit Nebenräumen für Prediger und Sargträger, der Keller wurde vergrößert, der Eingang erhielt eine Vorhalle.
In den 1930er Jahren wurden im Zusammenhang mit der Errichtung des Eingangstores auch Räumlichkeiten für einen Blumenladen an der Greifswalder Straße ergänzt.
Nach dem Zweiten Weltkrieg blieb von der Kapelle lediglich eine Ruine erhalten. Umfassende Wiederaufbauarbeiten waren notwendig, damit die Trauerhalle ab März 1951 erneut in Gebrauch genommen werden konnte.
Der Magistrat von Ost-Berlin hatte im Einvernehmen mit der evangelischen Kirchengemeinde den Friedhof im Jahr 1970 geschlossen.

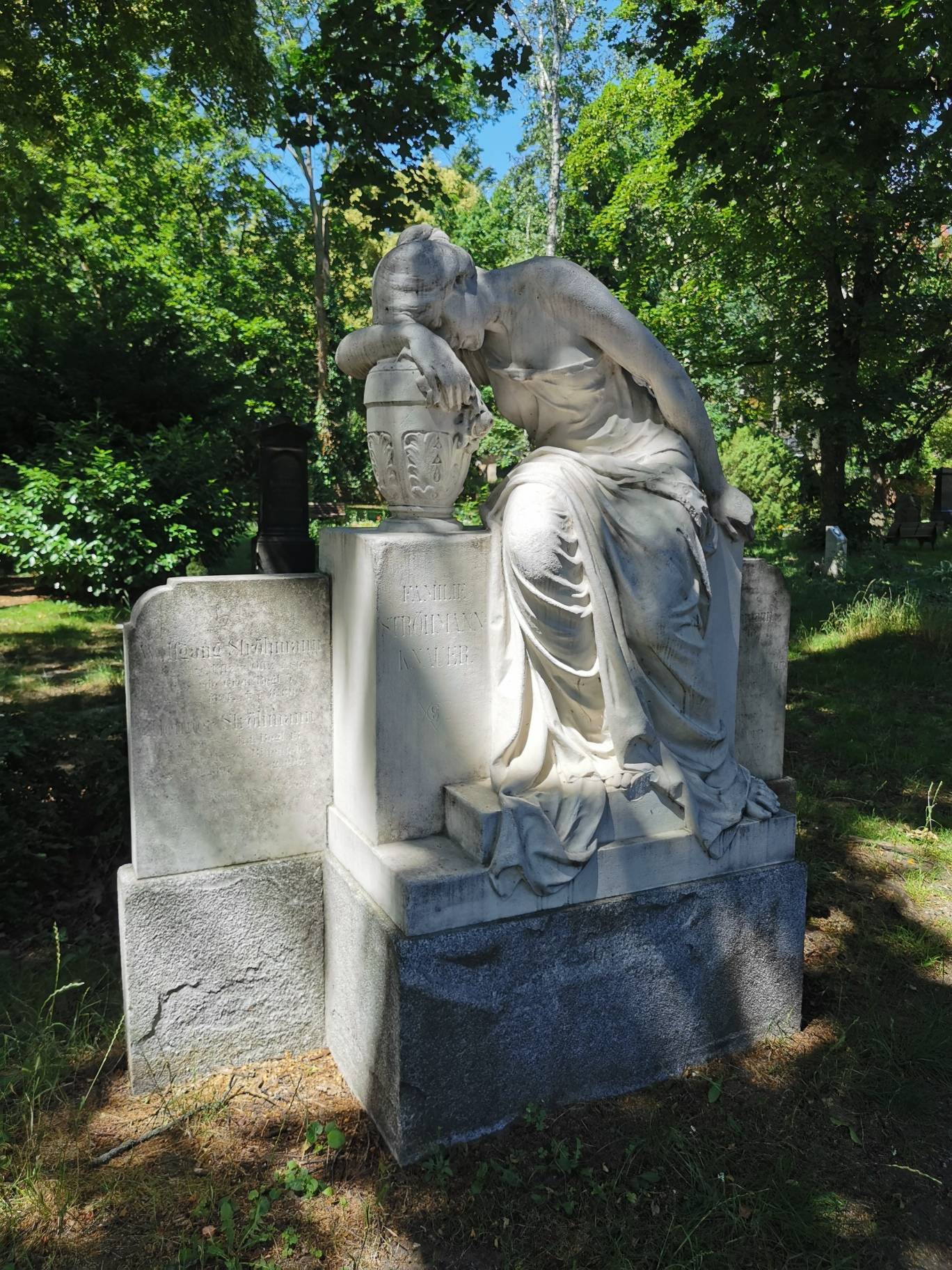
Die Trauernde, Figur auf dem Friedhof, Grabmal Schuldirektor Emil Strohmann

Nach dem Mauerfall und den folgenden organisatorischen und verwaltungstechnischen Änderungen erlaubte der neue Berliner Senat wieder Bestattungen auf dem Friedhof, eine umfassende Sanierung der Anlage fand statt. Die geplante Umwidmung nicht mehr benötigter Flächen des Georgen-Parochial- und des benachbarten Neuen Friedhofs St. Marien-St. Nikolai zu Bauland wurde nach Einsprüchen von Anliegern vorerst gestoppt.
Auf dem Plateau hat sich ein einmaliges Erbbegräbnisquartier erhalten. Herausragend auf dem höchsten Punkt des Friedhofs gelegen, bilden die Kleinarchitekturen eine Art Bekrönung des Geländes. Wie in der realen Stadt, wird hier auch von einer „Stadtkrone“ gesprochen. Der Grabtempel der Familie Pintsch, die Mausoleen Zeitler, Wolff, Trobach-Schildert und Dellschau, die Wandgräber und die Gittergrabstätten prägen wie öffentliche Bauten und Kirchen in der Stadt die Erscheinung der „Totenstadt“.
Auffallend ist die große Anzahl besonders vielfältig und aufwendig gestalteter Grabstätten mit einfassenden eisernen Gittern. Gefertigt aus Schmiedeeisen und Gusseisen zeigen sie die ganze Stilvielfalt der verschiedenen Bauepochen und eine große formale Fantasie – etwa in der Gestaltung der Symbole. In den beiden Weltkriegen 1914–1918 und 1939–1945 wurden Grabgitter als Materialreserve der Kriegsproduktion eingeschmolzen. Sie gerieten auch als Zeichen der Trennung von „mein und dein“ nach dem Tod aus der Mode. Der hohe Pflegeaufwand und die damit verbundenen Kosten führten nach 1945 zu weiteren, massiven Verlusten. Vom einstigen Reichtum an Grabgittern ist nur ein kleiner Rest erhalten, etwa zehn Prozent des Bestandes vor 1914 (Stand in den 2020er Jahren).

## Besondere Aktivitäten

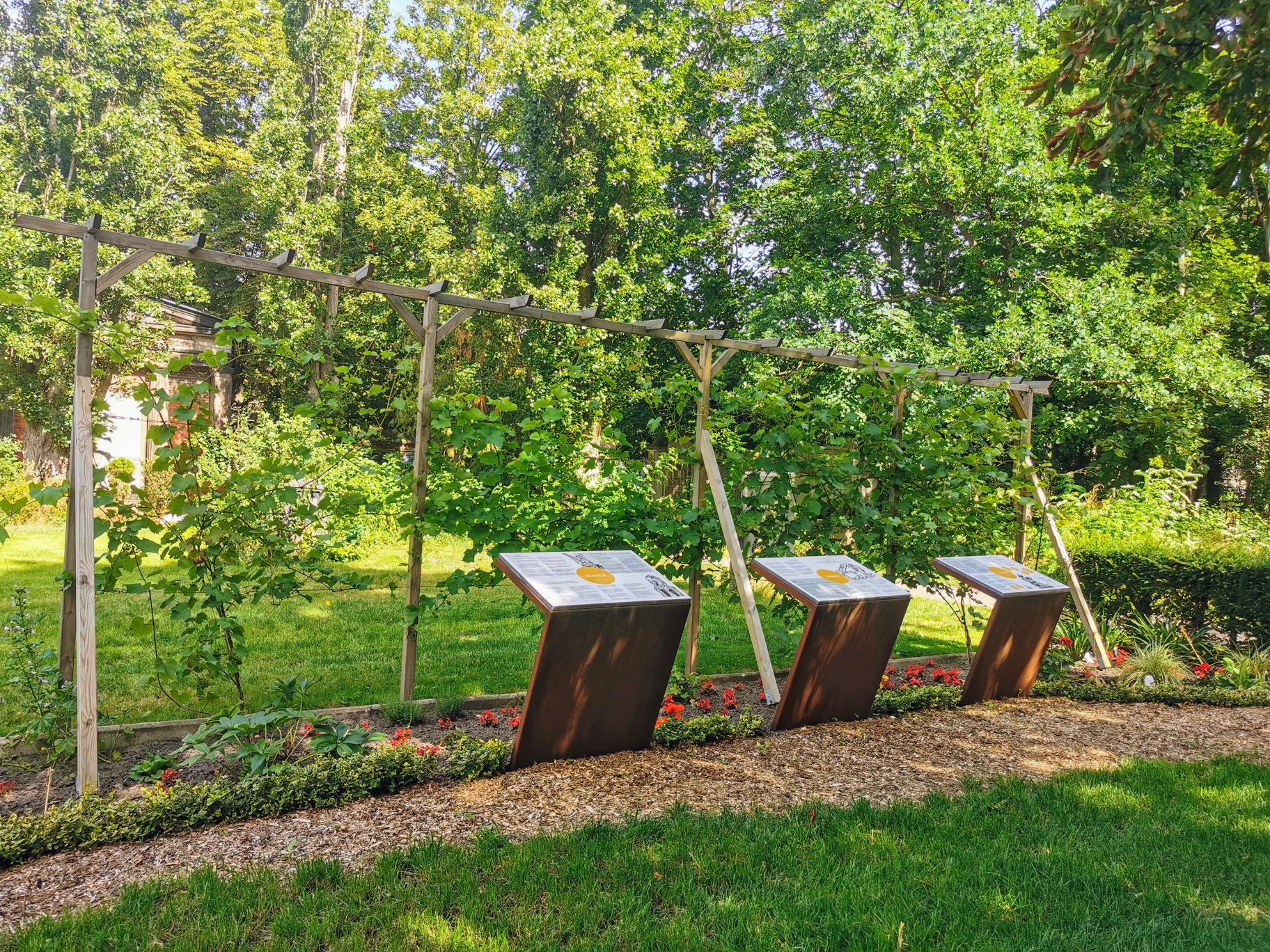
Ausstellung Begräbniskultur

Am 6. April 2014 wurde ein Bereich auf dem Friedhof eröffnet, auf dem ausschließlich Lesben bestattet werden. Er erstreckt sich über ein 400 m² großes, zuvor verwildertes Gelände und bietet Platz für etwa 80 Grabflächen (Urnen und Erdgräber). Die Anlage dieses speziellen Friedhofs geht auf eine Initiative der Sappho-Stiftung zurück. Am Rande der Wiese wurde eine bunte Fotowand mit Porträts der Verstorbenen aufgestellt, damit die Frauenliebe nicht anonym bleibt, sondern „Gesicht zeigt“.
Im ehemaligen Grabfeld XIV an der Mauer zur Heinrich-Roller-Straße lädt seit 2019 der Naturlehrpfad Lebendiger Friedhof der Grünen Liga zur Erkundung ein. Ergänzend dazu steht Schulklassen seit Herbst 2021 ein Naturerfahrungsraum mit einer Stadtnaturkiste für selbstorganisierten Unterricht im Grünen zur Verfügung.
Der ehemalige Blumenladen wurde im Jahr 2020 denkmalgerecht saniert und in ein Café mit Blumenverkauf (Nonna Café) umgewandelt. Auf der schattigen Terrasse können Besucher den Blick in die grüne Parkanlage genießen, die eine harmonische Mischung aus historischen Denkmälern und modernen Urnengräbern bietet.
Im Oktober 2022 eröffnete eine Open-Air-Dauerausstellung mit elf Informationspulten über die Bestattungskultur des 19. Jahrhunderts sowie insbesondere über die christliche Symbolsprache auf dem historischen Plateau rund um die alte Friedhofsmauer und an den Straßen der Gittergrabfelder. Eine neugestaltete und in Anlehnung an den ehemaligen Weinberg mit Weinranken bepflanzte Freifläche lädt zum Verweilen, Trauern, Austausch und zum Besuch von Kulturprojekten ein.

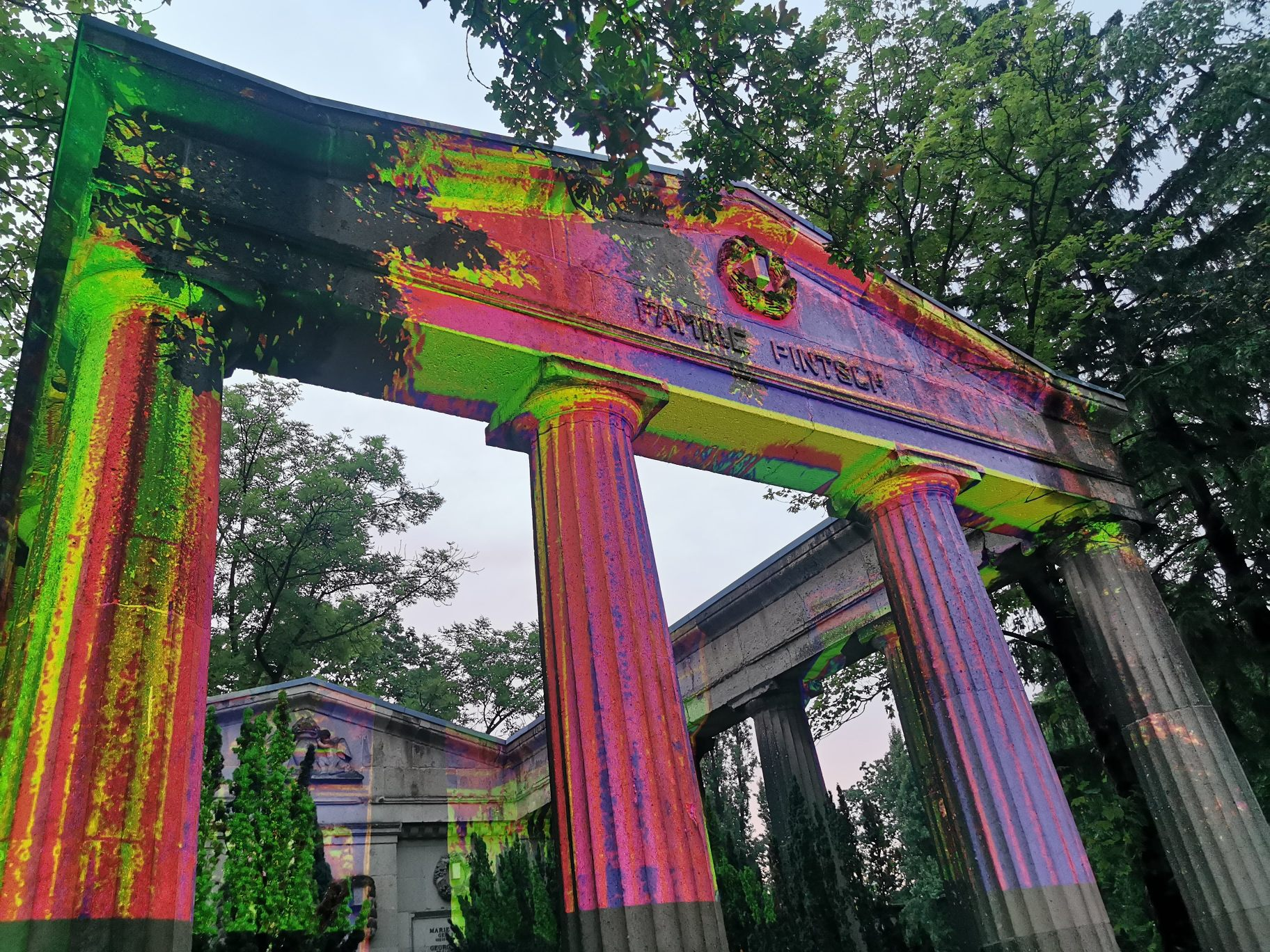
Grabmal Pintsch zur Friedhofsnacht auf dem Friedhof

Der Evangelische Friedhofsverband Berlin Stadtmitte organisiert gelegentlich Veranstaltungen auf dem Friedhofsgelände. So fand am 23. Juni 2023 etwa eine Friedhofsnacht statt, bei der Musik (ein Quartett der Berliner Symphoniker spielte), Lesungen (Jacob Hein las Texte zum Thema Vergänglichkeit), Theateraufführungen und thematische Rundgänge für Interessierte angeboten wurden. Ausgewählte Monumente wurden dabei besonders illuminiert.
Im Juli 2024 wurden von Neele Illner unter dem Titel Zwischen Himmel und Erde Geschichten, Mythen und Märchen von Menschen und Bäumen, vom Sterben und Weitermachen, von Höhen und Höhlen des Lebens unter der großen Kastanie auf der Kultur-Freifläche präsentiert.
Als besondere Bestattungsform bietet der Evangelische Friedhofsverband Berlin Stadtmitte die Möglichkeit der Grabpatenschaft an. Hierbei übernehmen die Paten die Verpflichtung zur Instandsetzung und Instandhaltung der Grabanlage und können sie selbst für Beisetzungszwecke nutzen. Im August 2024 sendete der rbb in der Abendschau einen Beitrag über dieses Projekt, das die Erhaltung der historischen Grabanlagen sichern soll.
Seit 2022 vermitteln Führungen, wie zum Tag des offenen Denkmals oder zu anderen Anlässen, Einblicke in die Besonderheiten des Ortes, die Bestattungskultur und informieren über das Leben und Wirken der dort Bestatteten.

## Biodiversität

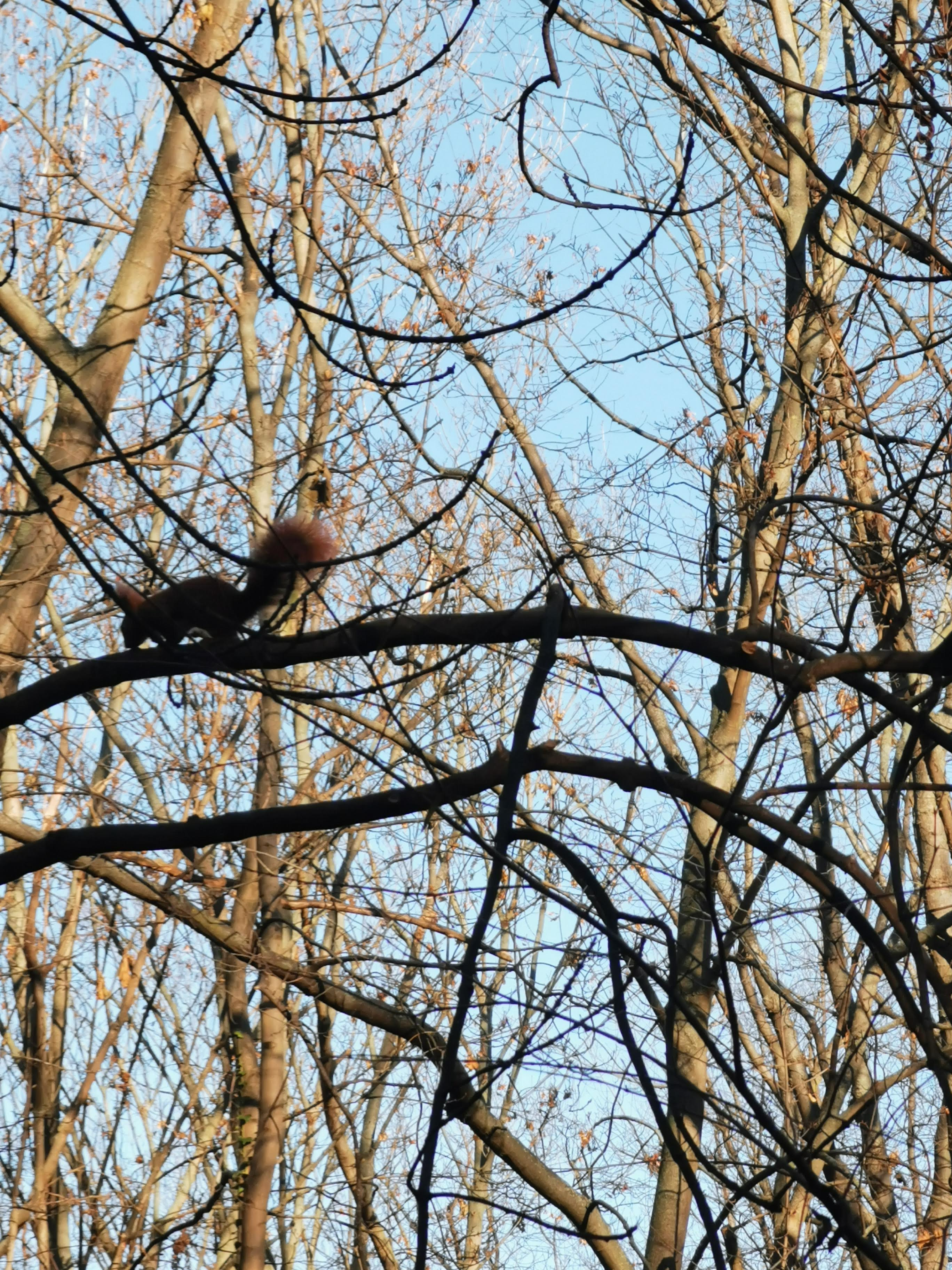
Eichhörnchen auf dem verwilderten Teil des Friedhofs

Der Friedhof Georgen-Parochial I ist nicht nur ein historischer Ort, sondern auch ein bedeutendes Refugium für die Biodiversität mitten in der Stadt. Teile der Anlage werden bewusst verwildert, um Lebensräume für verschiedene Tier- und Pflanzenarten zu schaffen. Der alte Baumbestand wird erhalten und bietet Vögeln wie Spechten und Eulen einen geschützten Lebensraum. Auch Eichhörnchen fühlen sich hier heimisch und nutzen die Bäume als Nist- und Futterplätze.
Ein Imker durfte auf dem Friedhof seine Bienenkästen aufstellen – bestäuberfreundliche Pflanzen sorgen dafür, dass die Tiere ausreichend Nahrung finden und so zur Artenvielfalt beitragen. Darüber hinaus haben sich auch Fledermäuse auf dem Gelände angesiedelt: Sie finden in den Hohlräumen alter Bäume und in den Mausoleen Unterschlupf, wo sie tagsüber ruhen können.
Die naturnahe Gestaltung des Friedhofs liefert einen wichtigen Beitrag zur Vernetzung urbaner Grünflächen und zum Schutz bedrohter Arten. Die Kombination aus verwilderten Bereichen, altem Baumbestand und gezielter Bepflanzung macht ihn zu einem wertvollen Lebensraum für Flora und Fauna. Neben seiner historischen und kulturellen Bedeutung spielt der Friedhof somit auch wie viele andere Friedhöfe eine zentrale Rolle im Klimaschutz: Er bindet CO2, trägt zur Regulierung des Mikroklimas bei, ermöglicht eine natürliche Versickerung von Regenwasser – und bietet für die Besuchenden einen innerstädtischen, kieznahen Erholungsraum.

## Bestattete Personen der Berliner Stadtgesellschaft (Auswahl)
Die Totenbücher der Erbbegräbnisse (1815–1945) sowie die Stellenbücher der Reihengräber (ab 1850) haben beide Weltkriege unbeschadet überstanden und befinden sich heute im Archiv des Evangelischen Friedhofsverbands Berlin. Bereits in den 1930er Jahren führten der „Gräberkommissar“ Ernst von Harnack und der Heimatforscher Willi Wohlberedt Recherchen zu Persönlichkeiten von öffentlichem Interesse auf dem Georgenkirchhof I durch.

### 1814–1849

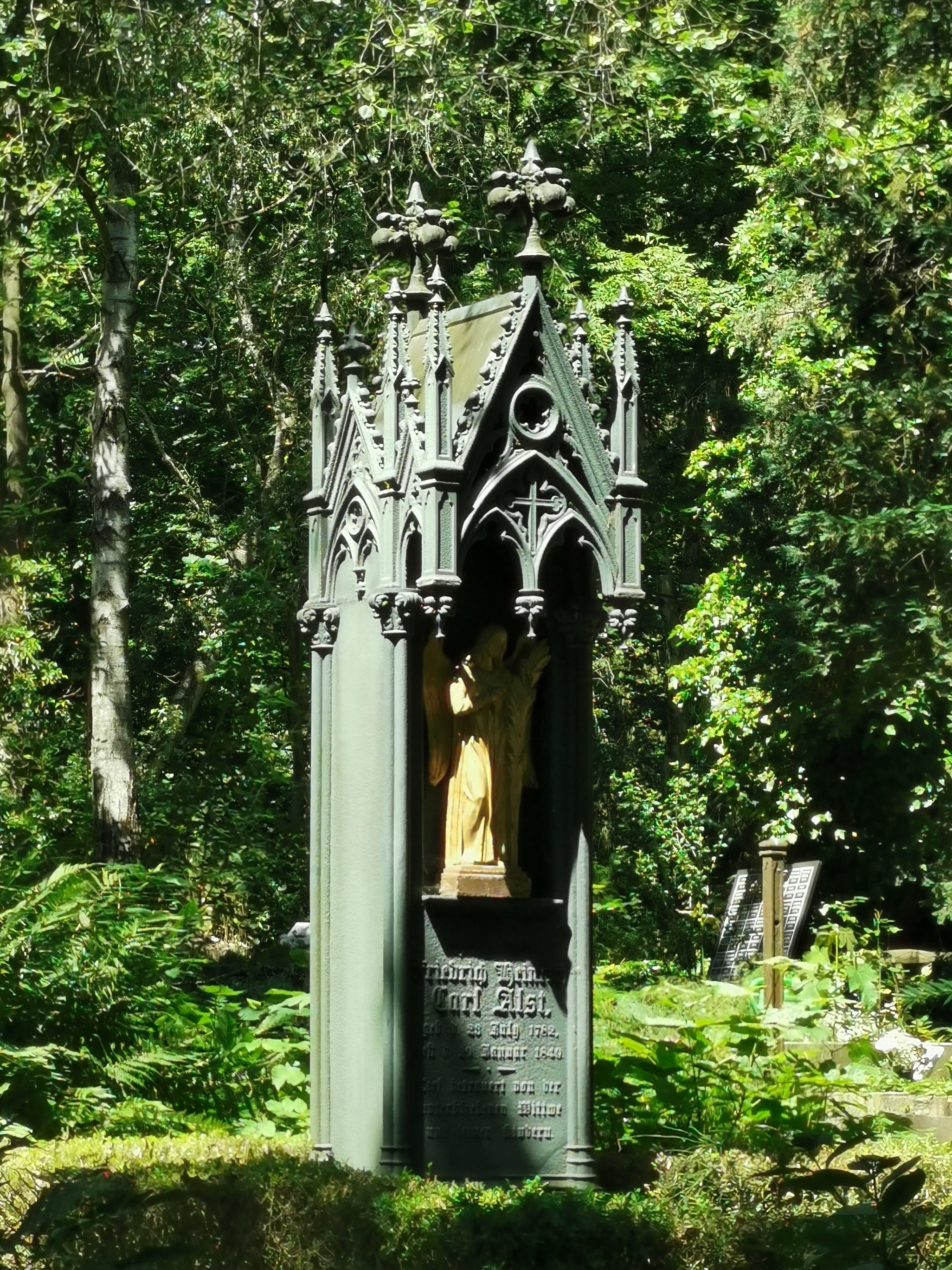
Grabmal Alst

- Johann Christian Düring, Zuckersieder-Meister (beerdigt 29. Mai 1814)
- Johannes Koch, Erster Pastor an St. Georgen (beerdigt 1818)
- Carl Johann Passow, Königlicher Mühlen-Meister (beerdigt 11. August 1825)
- Carl Sperling, Ratsmaurermeister, Schwiegervater des Johann Christoph Bendler (beerdigt 16. Februar 1829)
- Friedericke von Arnauldt, geb. Müller (beerdigt 6. August 1833)
- Ernst Gottfried Kleinstüber (1773–1834), kgl.-preuß. Münz-Mechanikus
- Carl Friedrich Neumann, Königlicher Kammerdiener (beerdigt 7. September 1835)
- Hans Ernst von Kottwitz (1757–1843), Philanthrop
- Raphael Friedrich (Rudolf) Cerf (1782–1845), Theaterimpresario/Gründer des Viktoria-Theater, israelitisch, 1818 evangelisch
- Ernst Wilhelm Dionysius Holfelder, Rittergutsbesitzer (beerdigt 8. April 1847)
- Carl Friedrich Alst, Drechsler-Meister (beerdigt 29. Oktober 1849)

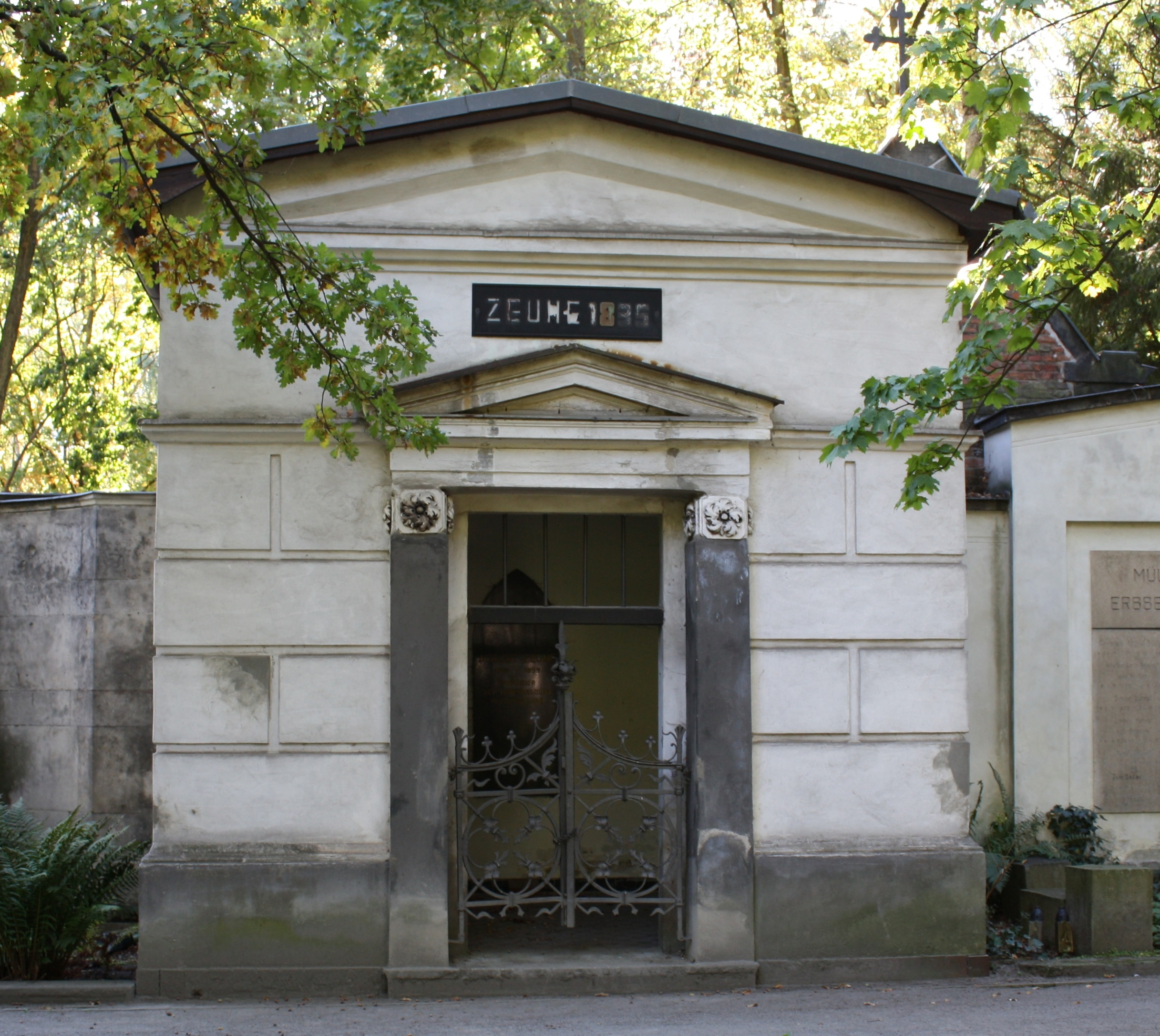
Mausoleum Zeune

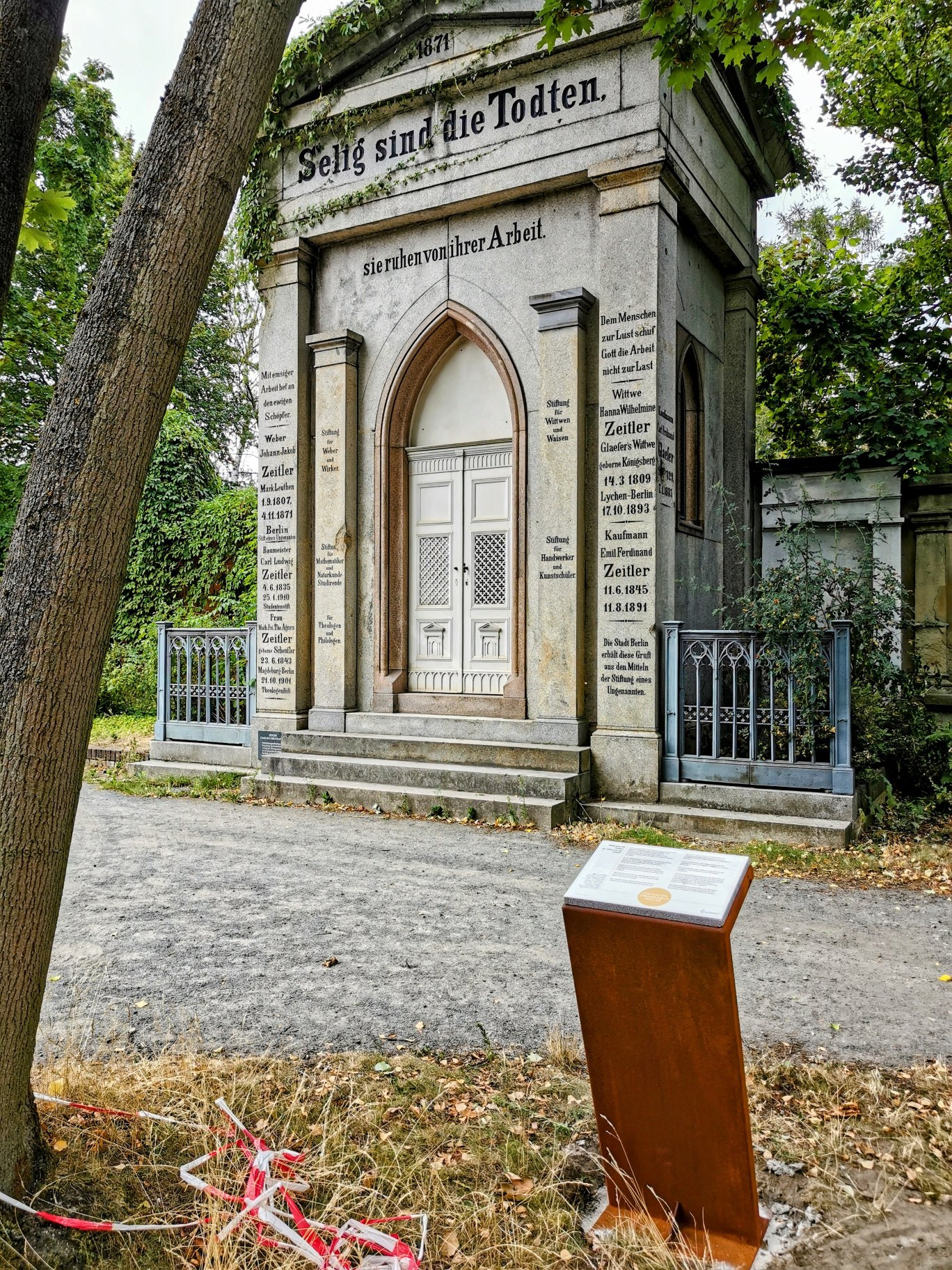
Mausoleum Zeitler

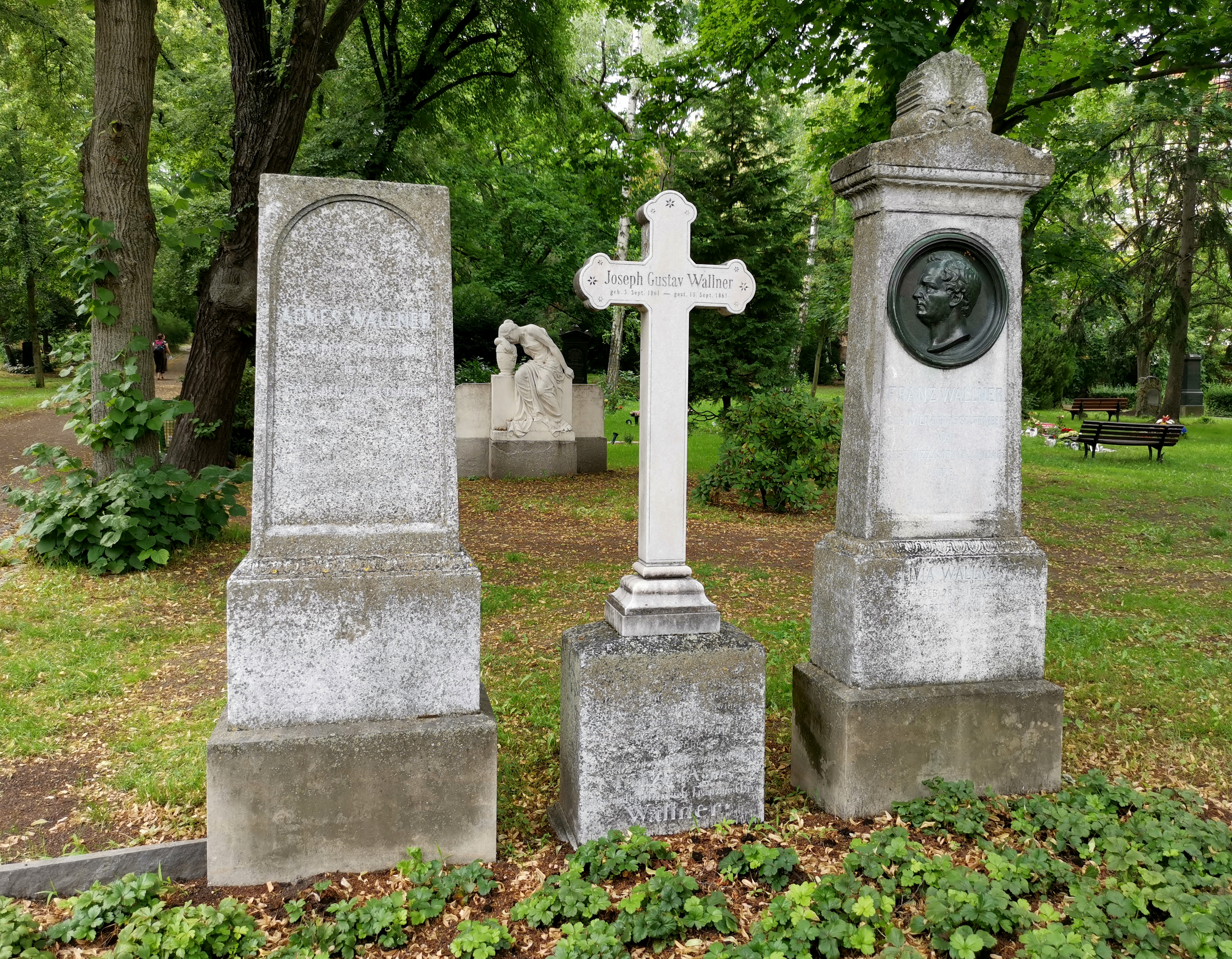
Grabmal Franz Wallner

### 1850–1879
- Dorothee Henriette Griebenow, geb. Zernickow (1798–1852), Standesherrnfrau
- Johann August Zeune (1778–1853), Gründer der Berliner Blindenanstalt
- Christian Friedrich Bötzow (1785–1855), Gutsbesitzer
- August Wilhelm Bullrich (1802–1859), Apotheker, Erfinder des „Bullrichs Universal-Reinigungs-Salz“
- Johann Friedrich Schlau, Königlicher Küchenmeister (beerdigt 23. Januar 1861)
- Friedrich Gottlieb Louis Wegener, Gutsbesitzer (beerdigt 20. Mai 1864)
- Christian Wilhelm Griebenow (1784–1865), Standesherr, Begründer der Bezirke Wedding und Prenzlauer Berg
- Christian Louis Couard (1793–1865), Prediger an St. Georgen
- Johann Jakob Zeitler (1807–1871), Weber und Textilfabrikant
- Heinrich Friedrich Rolle, Prediger an St. Georgen (beerdigt 29. Dezember 1872)
- Friedrich Adolf Heinrich (1796–1873), Apotheker und Stadtältester (verliehen am 28. Oktober 1862)
- August Eduard Moritz Conradi (1821–1873), Komponist und Kapellmeister des Wallner-Theaters
- Heinrich Ferdinand Eckert (1819–1875), „Vater des dtsch. Pflugbaus“
- Franz Wallner (1810–1876), Schauspieler und Gründer des Wallner-Theaters

### 1880–1899
- Julius Carl Friedrich Pintsch (1815–1884), Commerzienrat und Unternehmer
- Carl Heinrich Wilhelm Kühne, Hoflieferant für Kaiser Wilhelm I. und Fabrikant, im Volksmund „Essig-Kühne“ (beerdigt 3. Mai 1888)
- Siegmar Elster (1823–1891), Ingenieur und Unternehmer
- Ferdinand Dahms, Prediger an St. Georgen (beerdigt 30. Mai 1892)
- Otto Dellschau (1864–1899), Bankier und Königlicher Kommerzienrat
- Gustav Gause (1821–1899), Ratsmaurermeister
- Fritz Jahn, Rentier (beerdigt 18. Juli 1889)
- Hermann Theodor Wangemann (1818–1894), Leiter der Berliner Missionsgesellschaft

### 1900–1929
- Paul Wilhelm Meyerheim (1848–1900), Genremaler
- Agnes Zeitler (1843–1901), Namensgeberin des Agnes Zeitler Kandidatenheims für bedürftige evangelische Studenten der Theologie und Philologie
- Carl Martienzen, Cigarrenfabrikant (beerdigt 18. Mai 1902)
- Gustav Georg Carl Gause (1851–1907), Königlicher Baurat und Architekt
- Oskar Pintsch (1844–1912), Fabrikant und Geschäftsführer der Julius Pintsch AG
- Carl Ludwig Zeitler (1835–1910), Kaufmann und Mäzen
- Carl Weiß, Schauspieler und Theaterdirektor des Rose-Theaters, im Mausoleum Giesrau (beerdigt 8. April 1911)
- Julius Pintsch (1847–1912), Geheimer Kommerzienrat und Vorstandsmitglied der Julius Pintsch AG
- Friedrich von Hollmann (1842–1913), Admiral a. D., Mitglied im Bundesrat, Vorsitzender der AEG, Gründungsmitglied der Deutschen Orient-Gesellschaft Grabmal Kühne

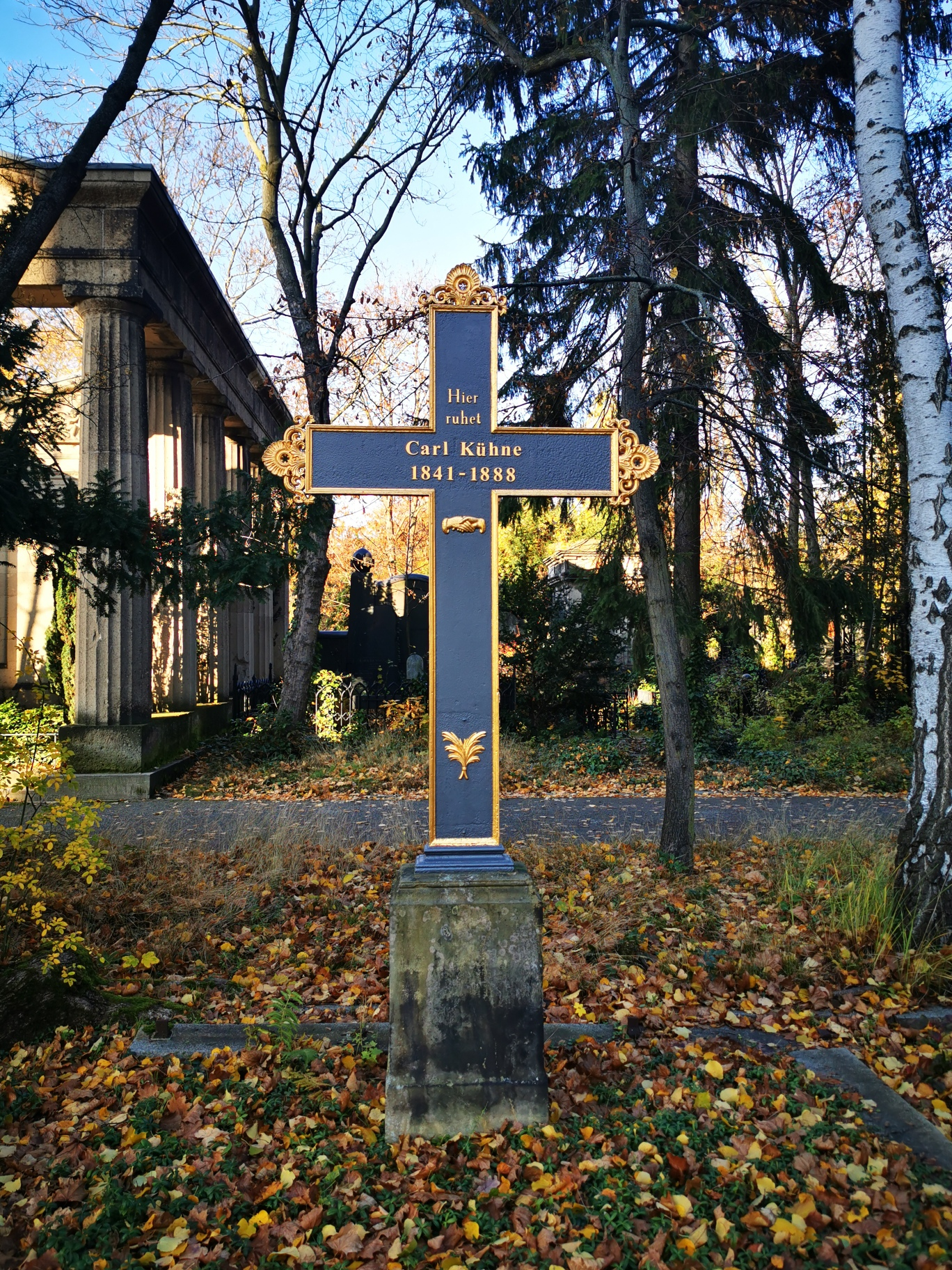
Grabmal Kühne

- Adolf Lasson (1832–1917), Philosoph
- Clara Meyerheim, geb. Grotkaß, verwitwete Weltzl (1847–1918), Fabrikbesitzerin und Hoflieferantin, Parfümerie- und Toilette-Seifenfabrik Moldenhauer & Co
- Richard Pintsch (1840–1919), Geheimer Kommerzienrat und Unternehmer
- Albert Pintsch (1885–1920), Fabrikbesitzer
- Curt Gerber (1855–1921), Kommerzienrat und Verleger, Herausgeber der Potsdamer Tageszeitung
- Paul Knoll, Vorstand der Ullstein Aktiengesellschaft (beerdigt 6. Dezember 1921)
- Kurt Sommer (1866–1921), Kammersänger

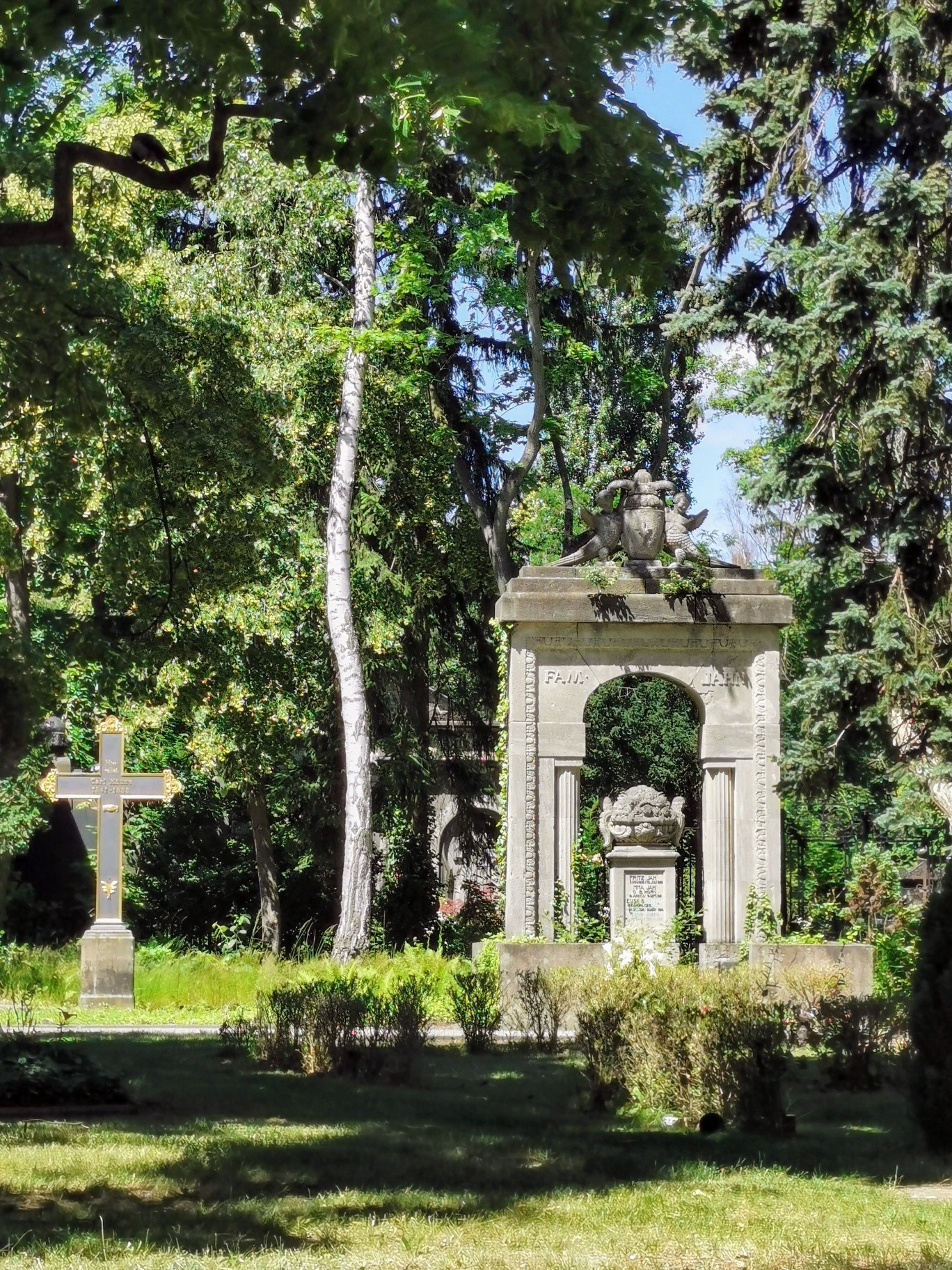
Portalgrab Familie Jahn auf GP1

- Portalgrab Familie Jahn auf GP1Helene Pintsch (1857–1923), Mäzenin, ermöglichte mit ihrem Mann Oskar Pintsch die Finanzierung des Oskar-Helene-Heims

### 1930–1945
- Richard Neumann (1848–1930), Bildhauer
- Georg „Schorsch“ Ruselli (1873–1932), Volkssänger, Komiker
- Konrad Dielitz (1845–1933), Maler
- Bernhard Schuster (1870–1934), Komponist, Kapellmeister und Redakteur
- Pauline von Rüxleben (1850–1934), Rittergutsbesitzers Witwe
- Ludwig Bernhard (1875–1935), Universitätsprofessor
- Otto Ernst Lubitz (1896–1943), Filmproduzent
- Theodor Stolzenberg, Operettenkomiker (beerdigt 28. Mai 1943)

## Weitere ausgewählte Grabstätten

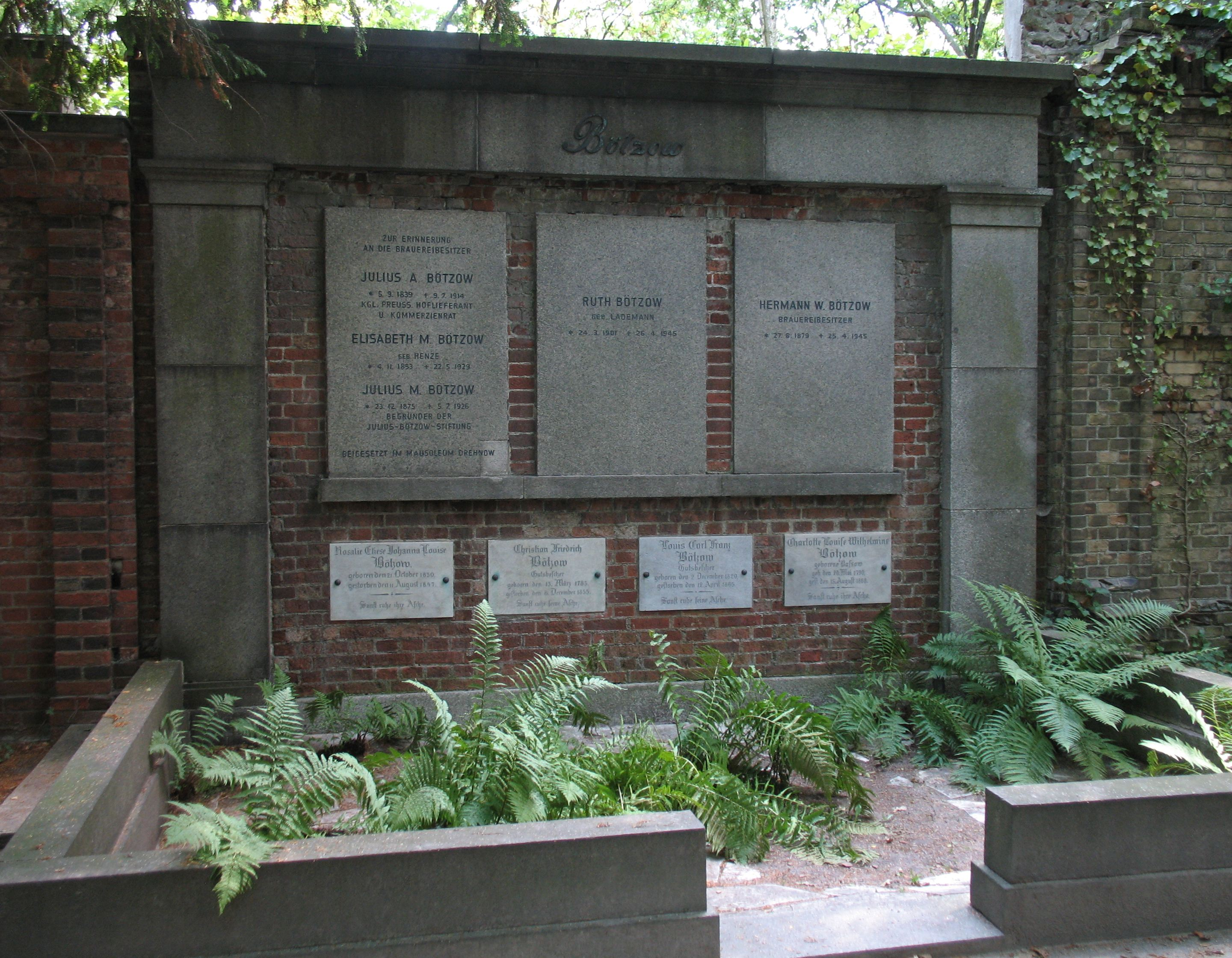
Familiengrabstätte des Gründers der Bötzow-Brauerei

Auf dem Friedhof befinden sich die Grabstätten folgender weiterer Persönlichkeiten: Wilhelm Kitto, Hans Skirecki, Werner Sellhorn, Ernst-Georg Schwill und Helga Göring und insgesamt sieben Erbbegräbnisse der Brauereidynastie Bötzow, darunter fünf Wandgräber und zwei mittlerweile eingeebnete Gittergrabstellen.
In einem Projekt zu Gefallenendenkmälern sind alle auf diesem Friedhof ermittelten bestatteten Personen in einer Liste zusammengefasst.